# José Saenz d’Aguirre

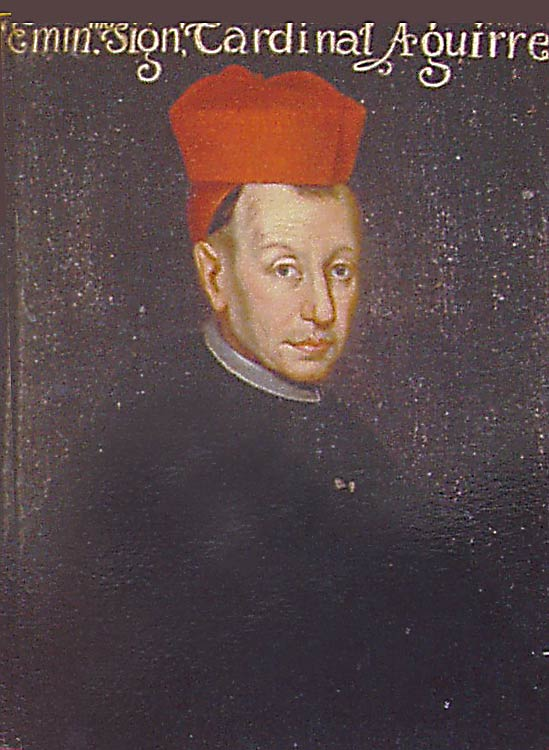
Kardinal José Saenz d'Aguirre OSB

José Saenz d’Aguirre OSB (* 24. März 1630 in Logroño, Spanien; † 19. August 1699 in Rom) war ein spanischer Benediktiner und Kardinal, Theologe und Professor der Theologie, Abt des Klosters San Vicente in Salamanca und Sekretär der Spanischen Inquisition.

## Leben
In seiner Jugend trat Saenz d’Aguirre in die Benediktinerabtei San Vincente in Salamanca ein. Später wurde er Abt dieses Klosters und Präses der benediktinischen Kongregation von Valladolid. Seit 1668 war er in Salamanca Professor für spekulative Theologie, später für Bibelkunde. Zudem berief man ihn zum Sekretär und Zensor der spanischen Inquisition. Im Konsistorium vom 2. September 1686 erhob Papst Innozenz XI. Saenz zum Kardinalat und ernannte ihn zum Kardinalpriester, auch weil er die Superiorität des Papstes gegenüber den Konzilien (gegen den Gallikanismus) in seinem Werk Defensio cathedrae Sancti Petri adversus declarationes cleri Gallici anni 1682 verteidigte. Am 10. November 1687 verlieh der Papst ihm den Kardinalshut und die Titelkirche Santa Balbina. Zudem berief ihn der Papst in die Konzilskongregation, die Indexkongregation und die Kongregation der Römischen und Universalen Inquisition. An der Verurteilung des geistlichen Schriftstellers Miguel de Molinos nahm er regen Anteil. Im Streitfall um die Schriften der spanischen Äbtissin María von Ágreda trat Kardinal Saenz für ihre Verteidigung ein.
José Saenz d’Aguirre war theologisch ein Vertreter des aristotelischen Thomismus und der benediktinischen Theologie in enger Anlehnung an Anselm von Canterbury. Er war gleichermaßen kundig in Philosophie, Dogmatik und Kanonistik, zudem ein bekannter aszetischer Autor.
Kardinal Saenz nahm teil an den Konklaven der Jahre 1689 (Wahl von Papst Alexander VIII.) und 1691 (Wahl von Papst Innozenz XII).

## Schriften (Auswahl)
- Defensio cathedrae Sancti Petri adversus declarationes cleri Gallici anni 1682. Salamanca 1683.
- Collectio maxima conciliorum omnium Hispaniae et novi orbis cum notis et dissertationibus. Rom 1693. 4 Bände, neue Ausgabe von Catalani. Rom. 1753. 6 Bände, Folio. (Darin sind viele auch für die Geschichte Spaniens wichtige Dokumente enthalten).
- Theologia S. Anselmi. 3 Bände, (unvollendet, das Erscheinen des 4. Bandes wurde durch Aguirres Tod 1699 verhindert).